# Festival de Cinema de Tampere
El Festival de Cinema de Tampere (finès: Tampereen elokuvajuhlat) és un festival de curtmetratges que se celebra cada març, principalment al cinema Finnkino Plevna, a Tampere, Finlàndia. Està acreditat per la societat de productors de cinema FIAPF, i juntament amb els festivals de curtmetratges d'Oberhausen i de Clermont-Ferrand, es troba entre els festivals de curtmetratges europeus més importants.

## Presentació
El primer festival es va celebrar l'any 1969. Des de 1970, es celebra en la seva forma actual, fet que el converteix en el festival de curtmetratges més antic del nord d'Europa. Durant els cinc dies del festival es projecten aproximadament 500 curtmetratges cada any.
El 15 de desembre de 2020, es va anunciar que el Festival de Cinema de Tampere obrirà un nou concurs internacional de curtmetratges anomenat Generation XYZ per a l'any 2021, que s'ha desenvolupat en cooperació amb una productora cinematogràfica nord-americana XYZ Films. Les pel·lícules seleccionades es mostraran al Festival de Cinema de Tampere 2021 i jutjada per un jurat independent, i la pel·lícula guanyadora rebrà un premi per un import de 2.000 €.
L'edició del festival de 2023 va aplegar un total de 30.000 visitants.

## Guardons
| Categoria                                                                         | Guardó                                                             | Premi en metàl·lic | Altres premis                               | Des de      |
| --------------------------------------------------------------------------------- | ------------------------------------------------------------------ | ------------------ | ------------------------------------------- | ----------- |
| Competició internacional                                                          | Gran Premi                                                         | 5.000 €            | Estàtua "Kiss"                              | 1970        |
| Competició internacional                                                          | Millor animació                                                    | 1.500 €            | Estàtua "Kiss"                              | 1970        |
| Competició internacional                                                          | Millor ficció                                                      | 1.500 €            | Estàtua "Kiss"                              | 1970 / 1979 |
| Competició internacional                                                          | Millor documentació                                                | 1.500 €            | Estàtua "Kiss"                              | 1970        |
| Competició internacional                                                          | Nominació EFA                                                      | -                  | Participació en el concurs EFA              | 2009        |
| Competició internacional                                                          | Premi del Públic                                                   | -                  | -                                           | 1995 / 2003 |
| Competició internacional                                                          | Menció d'honor                                                     | -                  | -                                           | 1970        |
| Competició nacional (fins a 30 minuts de durada)                                  | Premi principal                                                    | 5.000 €            | Estàtua "Kiss"                              | 1996        |
| Competició nacional (fins a 30 minuts de durada)                                  | Preu especial                                                      | 1.500 €            | -                                           | 1996        |
| Competició nacional (fins a 30 minuts de durada)                                  | Nominada al Premi del Públic Europeu de Curtmetratges              | -                  | Nominació al Premi Europeu al ccurtmetratge | 2019        |
| Competició nacional (fins a 30 minuts de durada)                                  | Premi del Jurat Jove                                               | -                  | -                                           | 1996        |
| Competició nacional (més de 30 minuts de durada)                                  | Premi principal                                                    | 5.000 €            | Estàtua "Kiss"                              | 1996        |
| Competició nacional (més de 30 minuts de durada)                                  | Preu especial                                                      | 1.500 €            | -                                           | 1996        |
| Premis per a pel·lícules de la competició nacional (independentment de la durada) | Risto Jarva Price                                                  | 10.000 €           | -                                           | 1979        |
| Premis per a pel·lícules de la competició nacional (independentment de la durada) | Premi Church Media Foundation                                      | 1.500 €            | -                                           | 2017        |
| Premis per a pel·lícules de la competició nacional (independentment de la durada) | Premi a la Sostenibilitat “Verso”                                  | 2.000 €            | -                                           | 2022        |
| Premis per a pel·lícules de la competició nacional (independentment de la durada) | "Premi de lloguer d'equips Golden Shade al director de fotografia" | 20.000 €           | -                                           | 2019        |
| Premis per a pel·lícules de la competició nacional (independentment de la durada) | Premi estudiant                                                    | 1.500 €            | -                                           | 2010        |
| Premis per a pel·lícules de la competició nacional (independentment de la durada) | Premi del Públic                                                   | -                  | -                                           | 1995 / 2003 |
| Premis per a pel·lícules de la competició nacional (independentment de la durada) | Menció d'honor                                                     | -                  | -                                           | 1978        |
| Premis per a pel·lícules "Generació XYZ"                                          | Millor pel·lícula de gènere                                        | 2.000 €            | -                                           | 2021        |
| Premis per a pel·lícules "Generació XYZ"                                          | Premi del Públic                                                   | -                  | -                                           | 2021        |

## Gran premi a la millor pel·lícula
| Any  | Títol                                      | Director                                      | País                         |
| ---- | ------------------------------------------ | --------------------------------------------- | ---------------------------- |
| 1970 | 79 primaveras                              | Santiago Álvarez                              | Cuba                         |
| 1971 | Rantojen miehet                            | Hannu Peltomaa                                | Finlàndia                    |
| 1973 | Chiracles                                  | Marta Rodríguez i Jorge Silva                 | Colòmbia                     |
| 1974 | La Primera página                          | Sebastián Alarcón                             | Xile                         |
| 1975 | Bölcs mesterek, okos szerkezetek           | Vince Lakatos                                 | Hongria                      |
| 1976 | Campesinos                                 | Marta Rodríguez i Jorge Silva                 | Colòmbia                     |
| 1977 | Poezd pamiati                              | Nikolai Serebriakov                           | Unió Soviètica               |
| 1978 | A piacere — Tetszés szerint                | Zoltán Huszárik                               | Hongria                      |
| 1979 | Noori                                      | Mushtaq Gazdar                                | Pakistan                     |
| 1980 | An Encounter with Faces                    | Vidhu Vinod Chopra                            | Índia                        |
| 1981 | Survival Run                               | Robert Charlton                               | Estats Units                 |
| 1982 | En Stad under huden                        | Johan Donner                                  | Suècia                       |
| 1983 | Mindrák                                    | Adolf Born, Jaroslav Doubrava, Miloš Macourek | Txèquia                      |
| 1984 | The Snowman                                | Dianne Jackson                                | Regne Unit                   |
| 1985 | Byker                                      | Sirkka-Liisa Konttinen                        | Regne Unit                   |
| 1986 | Getekende mensen                           | Harrie Geelen                                 | Països Baixos                |
| 1987 | Før gæsterne kommer                        | Jon Bang Carlsen                              | Dinamarca                    |
| 1988 | Eine murul                                 | Priit Pärn                                    | Unió Soviètica/ Estònia      |
| 1989 | Devant le mur                              | Daisy Lamothe                                 | França                       |
| 1990 | Kitchen Sink                               | Alison Maclean                                | Nova Zelanda                 |
| 1991 | De Craciun ne-am luat ratia de libertate   | Catalina Fernoaga, Cornel Mihalache           | Romania                      |
| 1992 | Året gjennom Børfjord                      | Morten Skallerud                              | Noruega                      |
| 1993 | Neonovi prikazki                           | Eldora Traykova                               | Bulgària                     |
| 1994 | The Wrong Trousers                         | Nick Park                                     | Regne Unit                   |
| 1995 | Quelcque chose de différent                | Bruno Rolland                                 | França                       |
| 1996 | Cicha przystań                             | Mariusz Malec                                 | Polònia                      |
| 1997 | Many Happy Returns                         | Marjut Rimminen                               | Regne Unit                   |
| 1998 | Un jour                                    | Marie Paccou                                  | França                       |
| 1999 | Youfek                                     | Mahvash Shaykh-Aleslami                       | Iran                         |
| 2000 | Four Corners                               | Ian Toews                                     | Canadà                       |
| 2001 | Hyppääjä                                   | PV Lehtinen                                   | Finlàndia                    |
| 2002 | Intolerance II: The Invasion               | Phil Mulloy                                   | Regne Unit                   |
| 2003 | The Projectionist                          | Michael Bates                                 | Austràlia                    |
| 2004 | Utvecklingssamtal                          | Jens Jonsson                                  | Suècia                       |
| 2005 | Gjennom mine tykke briller                 | Pjotr Sapegin                                 | Noruega/ Canadà              |
| 2006 | Eût-elle été criminelle...                 | Jean-Gabriel Périot                           | França                       |
| 2007 | Milan                                      | Michaela Kezele                               | Alemanya                     |
| 2008 | Madame Tutli-Putli                         | Chris Lavis i Maciek Szczerbowski             | Canadà                       |
| 2009 | Ahendu nde sapukai                         | Pablo Lamar                                   | Paraguai                     |
| 2010 | Lumikko                                    | Miia Tervo                                    | Finlàndia                    |
| 2011 | Händelse vid bank                          | Ruben Östlund                                 | Suècia                       |
| 2012 | Posledný Autobus                           | Martin Snopek, Ivana Laucikova                | Eslovàquia                   |
| 2013 | The Mass of Men                            | Gabriel Gauchet                               | Regne Unit                   |
| 2014 | Bum Bum, The baby of the Fisher            | Ivan Maksimov                                 | Rússia                       |
| 2015 | Kastrats Kuilis                            | Raitis Ābele i Lauris Ābele                   | Letònia                      |
| 2016 | The Living Need Light, the Dead Need Music | The Propeller Group                           | Vietnam                      |
| 2017 | Scris/Nescris – Written/Unwritten          | Adrian Silisteanu                             | Romania                      |
| 2018 | Intimity                                   | Elodie Dermange                               | Suïssa                       |
| 2019 | Dulce                                      | Angello Faccini, Guille Isa                   | Estats Units, Colòmbia, Perú |
| 2020 | Bab Sebta                                  | Randa Maroufti                                | França, Marroc               |
| 2021 | Al-Sit                                     | Suzannah Mirghani                             | Qatar, Sudan                 |
| 2022 | Babičino seksualno življenje               | Urška Djukić                                  | Eslovènia, França            |
| 2023 | Das Rotohr                                 | Paul Frey                                     | Alemanya                     |
| 2024 | Wanter to Wonder                           | Nina Gantz                                    | Regne Unit, França, Bèlgica  |